# مسیو نیکلا
لویی آلفونس دنیل نیکولا (به فرانسوی: Louis Alphonse Daniel Nicolas)، مورخ و شرق‌شناس فرانسوی و مترجم رسمی سفارت فرانسه در خارج از کشور و همچنین شیفته سید علی محمد شیرازی بود و خود را وقف آن کرد.

## زندگی‌نامه
نیکولا در ۲۷ مارس ۱۸۶۴ در رشت متولد شد و در سال ۱۹۳۹ در پاریس در گذشت. او به چند زبان مانند روسی و فارسی صحبت می‌کرد. او تحصیلات خود را در زمینه زبان‌های زنده شرق ادامه داد و سپس در سال ۱۸۷۷ وارد بخش وزارت امور خارجه شد. مسیو نیکلا منشی اول سفارت فرانسه در ایران بوده‌است. پس از خواندن کتاب آرتور دو گوبینو همه اطلاعاتی که نویسنده در آن نوشته بود را بررسی کرد و برخی از آن را اصلاح کرد و پس از آن آثار میرزا سید علی محمد شیرازی را ترجمه کرد؛ و مفتون آموزه‌های آن شد و به آیین بابیت گروید ونخستین غربی بود که بابی شد؛ و آثار مختلفی درباره باب نوشت و اولین مترجم آثار باب به زبان فرانسوی بود.

## آثار

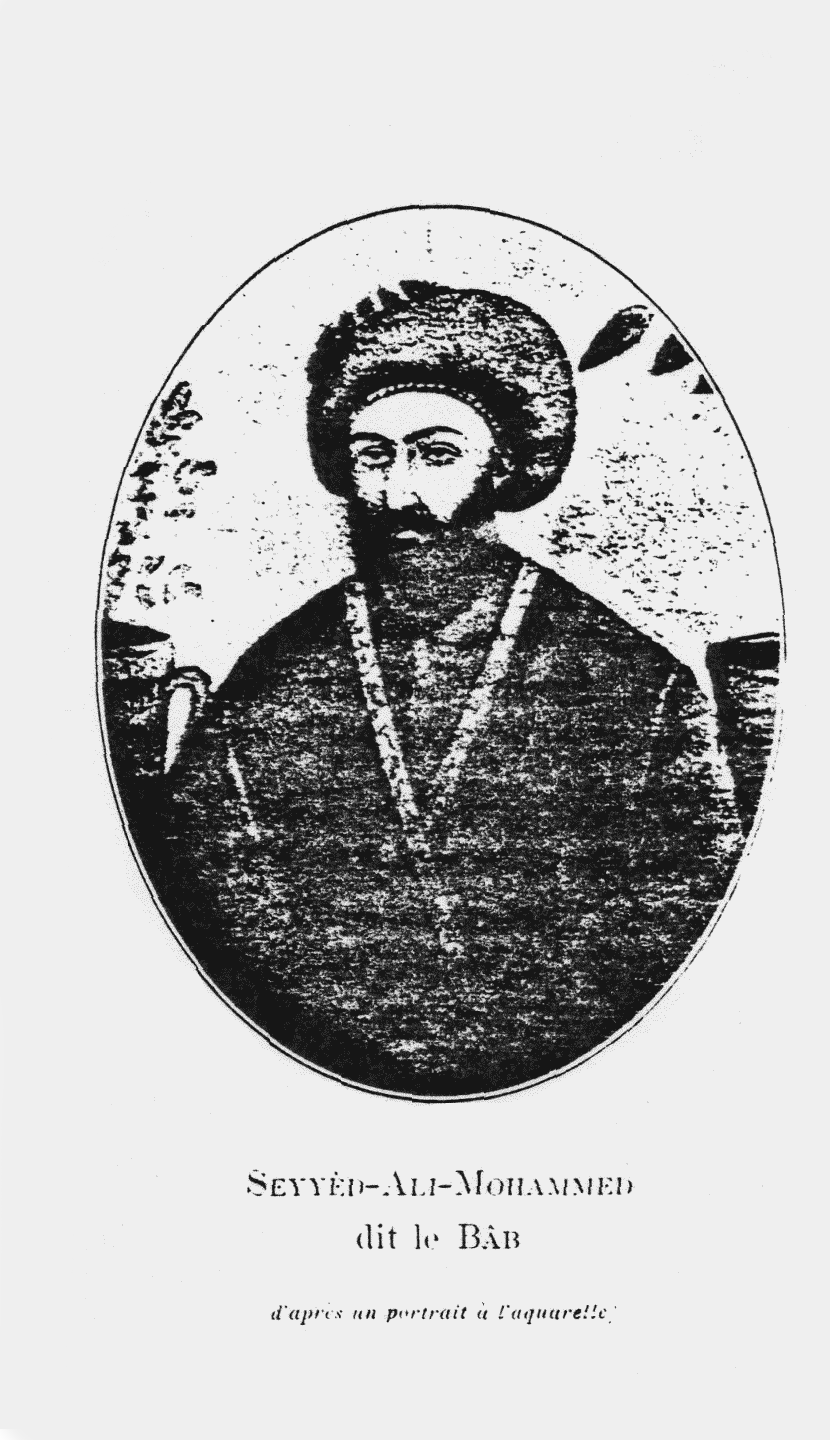
تصویر جلد کتاب «مذاهب ملل متمدنه»

علی محمد فره وشی از کتاب "تاریخ مکتوم "[http://www.cgie.org.ir/popup/fa/system/contentprint/24058

اصل کتاب مذاهب ملل متمدنه تاریخ سید علی محمّد شیرازی به زبان فرانسه نوشته شده‌است و در پنج جلد منتشر شده‌است، جلد اول در مختصری از عقائد شیعه و در شرح و تفصیل جریان امور باب و بابیه است، و جلدهای دیگر در ترجمهٔ کتاب بیان اثر سید علی محمد شیرازی است که در هر جلد مقدمهٔ اضافه نموده‌است.
این کتاب که به فارسی ترجمه شده‌است، محتوی ۴۸۷ صفحه در ترجمهٔ جلد اول و ۵۲ صفحه در ترجمهٔ چهار مقدمه چهار کتاب است، و مترجم علی‌محمد فره‌وشی عنوان خود را به رمز (ع- م- ف) معین کرده و در ماه اردیبهشت (۱۳۲۲) شمسی در اصفهان به طبع رسانیده‌است.
در مقدمه مترجم این کتاب، آمده‌است که: مسیو نیکلای فرانسوی که سمت منشی اول سفارت فرانسه را در ایران داشته و بعدها هم دو سال در تبریز به سمت قنسولی (کنسولی) آن دولت منسوب بوده و در مدت اقامت چند ساله خود در ایران، تحقیقات عمیقانه‌ای راجع به آئین باب و شرح احوال او نموده و اطلاعات جامعی را که بدست آورده برای هم میهنان خود ارمغان برده و در سال ۱۹۰۵ مسیحی به صورت کتابی تحت عنوان تاریخ سید علی محمد شیرازی در پاریس به چاپ رسانیده‌است.
نام کتاب فوق به فرانسوی Seyyed Ali Mohamed dit le Bab است که ترجمه آن سید علی محمد معروف به باب می‌باشد.
- ترجمه بیان عربی و بیان فارسی و یک مقاله دربارهٔ شیخیه[۲] (1911)
- چند قصیده از حافظ (۱۸۹۷)

## افتخارات
او در سال ۱۹۰۹ نشان لژیون دونور را دریافت کرد.
هیچ محقق اروپایی به اندازه نیکولا به ما در آگاهی از آموزه‌ها و زندگی باب کمک نکرده‌است. مطالعه‌ها و ترجمه‌هایش از زندگی باب به عنوان ارزشی بی نظیر باقی می‌مانند.